# Fontein van Gefjon

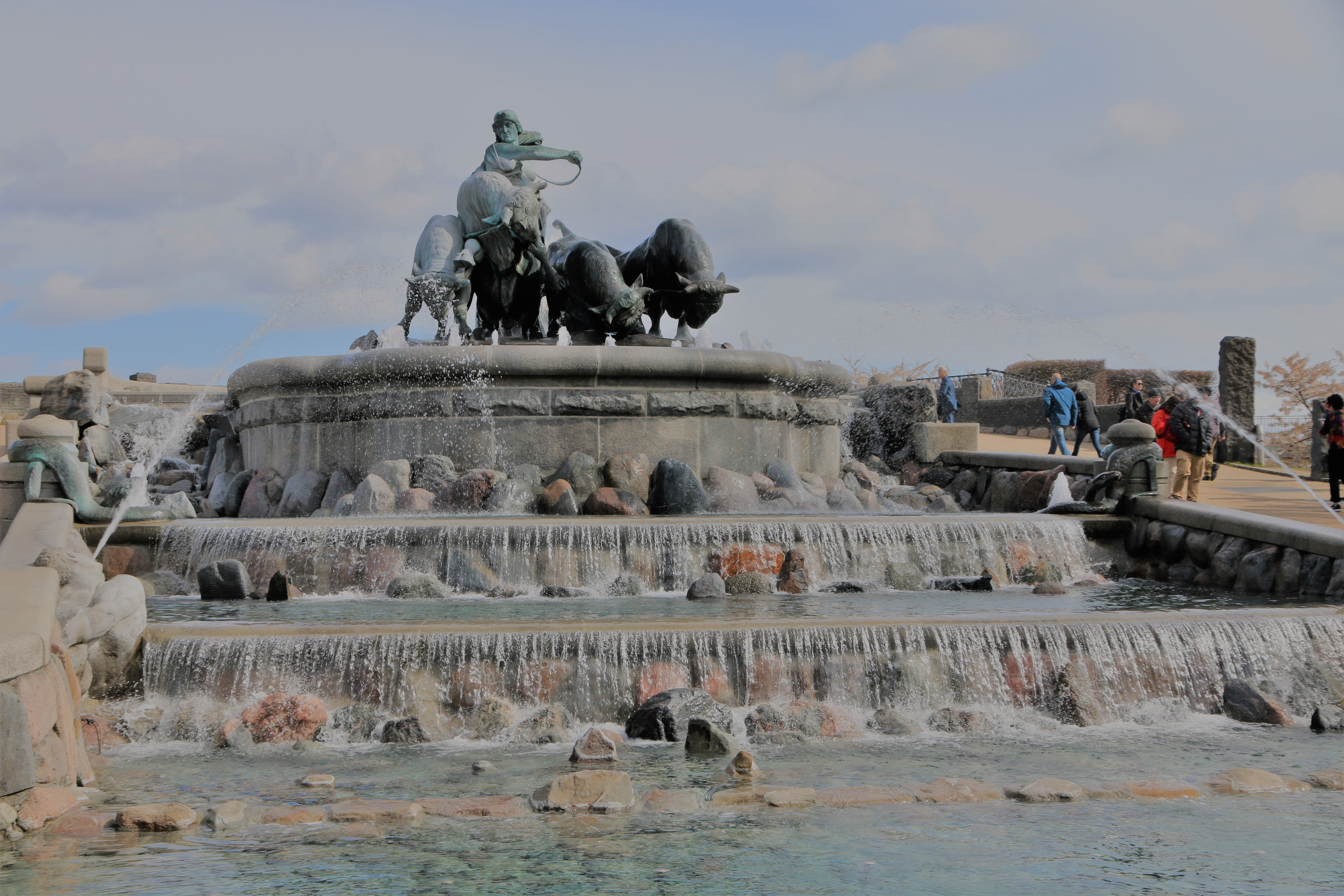
De Fontein van Gefjon

De Fontein van Gefjon is een fontein in de haven van Kopenhagen, Denemarken. De fontein bevat een groep dierenfiguren die worden voortgedreven door de Noorse godin Gefjon. De in 1908 gebouwde fontein staat in Nordre Toldbod, naast Kastellet en ten zuiden van Langelinie. De fontein werd gedoneerd aan de stad Kopenhagen door de Carlsberg Foundation ter gelegenheid van het vijftigjarig bestaan van de gelijknamige brouwerij. De Deense beeldhouwer Anders Bundgaard (1864–1937) was de maker van de fontein.